# 778 до н. е.

## Події
- Невдалий похід царя Ассирії Салманасара IV на Урарту.
- Шешонк V, фараон XXII династії сходить на трон.
- Афіни: після сімнадцятирічного правління помер цар Агаместор, наступником став його син Есхіл.
- Початок правління Кена, другого царя Стародавньої Македонії. Правив 28 років.
- Кочосон (Корея): початок правління Тохве.